# 南栗橋站

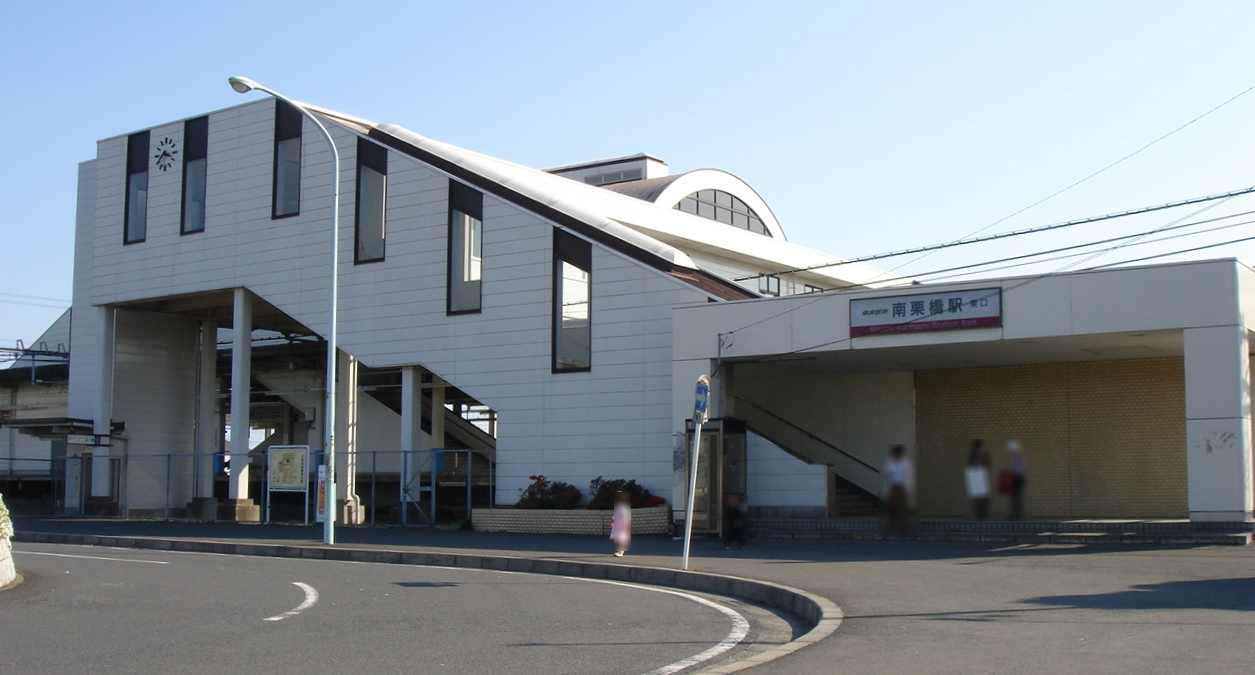
東口（2012年6月）

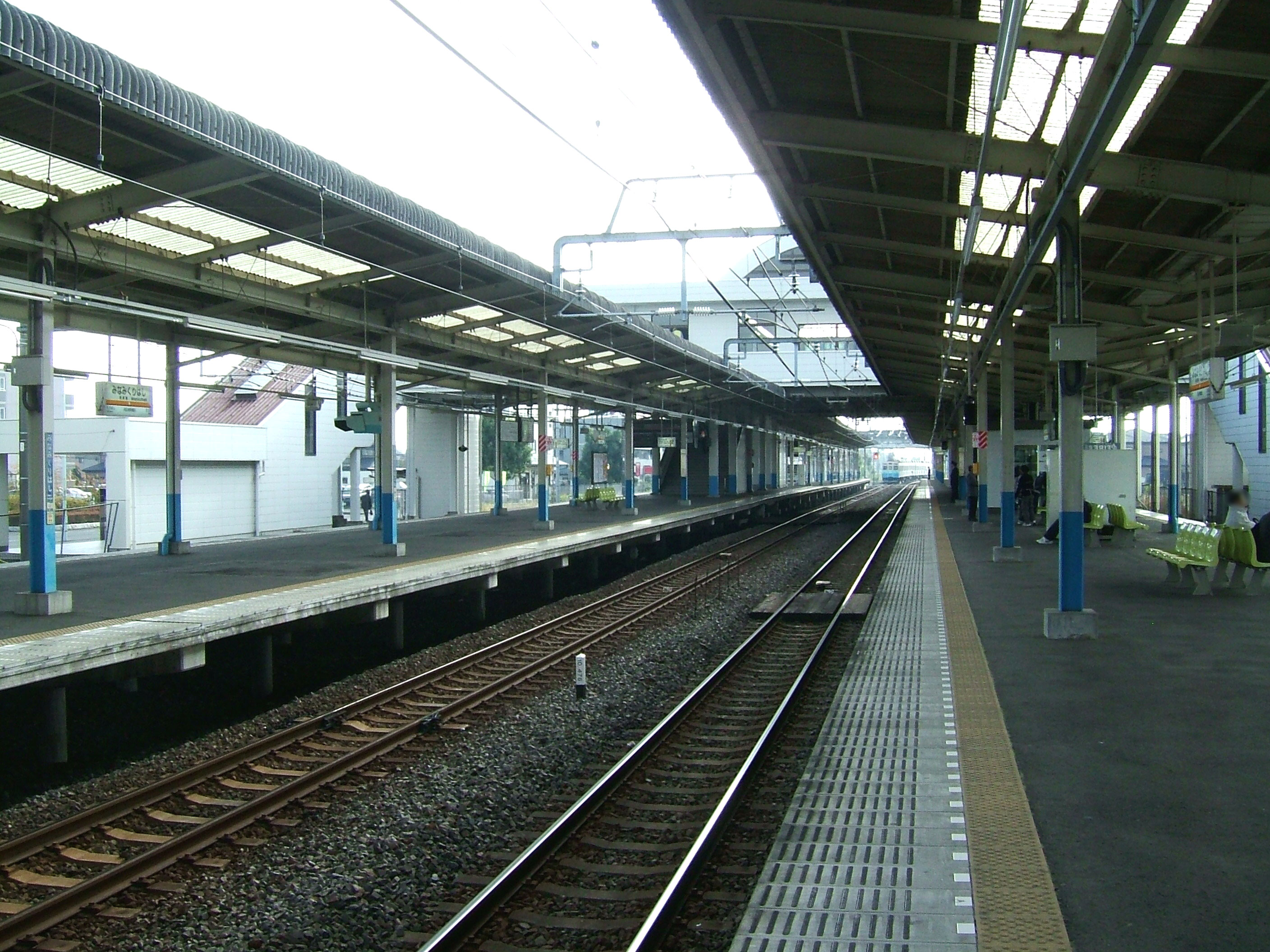
月台（2008年11月）

南栗橋站（日语：／ Minami-kurihashi eki */?）位於日本埼玉縣久喜市南栗橋一丁目，是屬於東武鐵道日光線的鐵路車站。車站編號是TN 03。周邊民眾多稱作「南栗」（Nankuri, Mikuri）。
車站的北側是東武鐵道南栗橋車輛管區（舊南栗橋車輛管理區），此站開出的列車都是始發列車。

## 歷史
- 1986年（昭和61年）8月26日 -  開業。本站開業以前，淺草站起訖的部分列車是在幸手站折返。本站開業後，該列車的運行區間延長至本站。
- 2003年（平成15年）3月19日 - 日比谷線（僅上行）、半藏門線、田園都市線直通列車開始從本站以南運行。
- 2006年（平成18年）
  - 3月18日 - 改點，準急更名為區間急行，新設區間快速，本站為其停車站。另外，白天往淺草站的列車除了區間快速以外，還增加了半藏門線、田園都市線直通列車班次，原來的區間準急更名為準急，通勤準急更名為急行[1]。
  - 3月20日 - 特急「霧降」283號（現285號）開始停靠本站。
- 2011年（平成23年）11月4日 - 導入車音樂。
- 2012年（平成24年） - 線路切換，削除部分下行月台。
- 2013年（平成25年）
  - 2月 - 更換出入口的站名看板。
  - 3月16日 - 淺草方向新設留置線。東京地下鐵日比谷線相互直通運轉區間從東武動物公園站延長至本站，新增往中目黑方向的下行始發直通列車。區間快速的快速運行範圍延長至新大平下站，不停本站[2]。
  - 10月30日 - 開始使用自動廣播設備。
- 2017年（平成29年）
  - 4月21日 - 改點，廢除運行於淺草站與東武日光站（會津田島站）之間的快速與區間快速，新設運行於本站與東武日光站（新藤原站）的急行、區間急行，日光線除特急列車以外的全列車都要在本站轉乘[3]。另外，因廢除特急「霧降」285號，本站不再有特急停靠。

## 車站結構
本站是島式月台2面4線地面車站，採跨站式站房設計。
站房有電梯通往上下行月台以及付費區外東、西口。下行（東武日光方向）月台設有候車室（2007年11月完成），大廳與月台設有運行資訊顯示器與列車資訊顯示器。站內有自動驗票閘門，並有發售定期券。
大廳的列車資訊顯示器採LED式，月台採液晶式。
| 月台 | 路線         | 方向 | 目的地                                                                                             |
| ---- | ------------ | ---- | -------------------------------------------------------------------------------------------------- |
| 1、2 | 東武晴空塔線 | 上行 | 東武動物公園、北千住、東京晴空塔、淺草、 日比谷線 中目黑、 半藏門線 澀谷、 田園都市線 中央林間方向 |
| 3、4 | 日光線       | 下行 | 新栃木、東武日光、 宇都宮線 東武宇都宮、 鬼怒川線 鬼怒川溫泉方向                                   |

- 上述路線名稱是旅客資訊上的名稱（「東武晴空塔線」為愛稱）。本站雖是日光線的中堅站，但除了特急列車以外，南栗橋站發出的列車大多數直通東武晴空塔線區間，因此上行淺草方向直接使用直通的目的地。
- 月台有效長度可停靠10輛編組。
- 2、3號線為待避線。

### 列車運行
- 2003年（平成15年）3月19日改點後，早晨新設一班直通日比谷線往中目黑的本站始發列車。2013年3月16日改點後，日比谷線直通列車上下線皆延駛至本站，本站直通班次增加。此外，日比谷線直通列車與新栃木方向的普通列車接續的班次只有周六日夜間下行一班。
- 早晨有一班直通宇都宮線往東武宇都宮的始發列車[4]。
- 2006年（平成18年）3月18日改點起，與定期列車接續的本站始發臨時列車主要在假期運行。
- 本站以南（北千住方向）的月台有效長度可對應10輛編組列車，而栗橋站以北（東武日光站方向）的月台有效長度僅可對應6輛編組列車。這也是以本站為界的日光線列車運行特色。
  - 本站是全列車10輛編組的半藏門線、田園都市線直通列車的日光線始發站，白天可同月台轉乘往新栃木方向的列車。
  - 早晨尖峰時刻運行的新栃木發車區間急行列車，會在本站進行並聯作業，改為10輛編組開至北千住站（部分8輛）。同時段的下行區間急行也會在本站解聯。但自2013年（平成25年）3月16日改點後，區間急行原則上改在本站折返（但還保留6050系新栃木站起訖1往返班次至2017年（平成29年）4月21日改點為止），本站解並聯隨之廢止。另外也廢除10000系列、30000系列跨本站運行的區間急行。
- 2011年（平成23年），受到東日本大地震影響而實施夏季節電時刻表，平日白天本站 - 新栃木站間減至每小時兩班，部分列車也從6輛編組改為4輛編組[5]。9月結束實施節電時刻表後，平日白天同區間仍維持每小時兩班至2012年（平成24年）5月22日東京晴空塔正式開幕為止。2013年3月16日改點起改為每小時兩班，新栃木方向列車除了新栃木站起迄的1往返6050系列車外，減為4輛編組[2]。
- 2017年（平成29年）4月21日改點起，一般列車的運行系統完全在本站分離（統一在本站折返）。因此來往本站南北兩側需在此轉乘[3]。

## 使用情況
2018年度一日平均上下車人次為8,858人。在日光線車站當中次於東武動物公園站、幸手站、杉戶高野台站、栃木站、栗橋站，排行第6位。
在周邊住宅區開發與五霞町社區巴士的帶動下，本站使用人數逐年增加。
近年一日平均上下車人次與上車人次的推移如下表。
| 年度               | 一日平均 上下車人次 | 一日平均 上車人次 |
| ------------------ | ------------------- | ----------------- |
| 1998年（平成10年） | 4,534               |                   |
| 1999年（平成11年） | 4,812               |                   |
| 2000年（平成12年） | 5,198               | 2,762             |
| 2001年（平成13年） | 5,772               |                   |
| 2002年（平成14年） | 5,958               |                   |
| 2003年（平成15年） | 6,103               |                   |
| 2004年（平成16年） | 6,412               |                   |
| 2005年（平成17年） | 6,559               | 3,315             |
| 2006年（平成18年） | 6,893               |                   |
| 2007年（平成19年） | 7,244               |                   |
| 2008年（平成20年） | 7,604               |                   |
| 2009年（平成21年） | 7,803               | 3,846             |
| 2010年（平成22年） | 8,099               | 4,108             |
| 2011年（平成23年） | 8,289               | 4,160             |
| 2012年（平成24年） | 8,461               | 4,242             |
| 2013年（平成25年） | 8,641               | 4,342             |
| 2014年（平成26年） | 8,667               | 4,358             |
| 2015年（平成27年） | 8,868               | 4,453             |
| 2016年（平成28年） | 8,931               | 4,494             |
| 2017年（平成29年） | 8,825               | 4,445             |
| 2018年（平成30年） | 8,858               |                   |

## 車站周邊
與鄰近地區相比，周邊一帶是較新的市區，車站附近沒有擁有巨大集客力的商店。但是小型餐飲店、超市與藥妝店完善，加上步行圈內也有大型居家用品店，對於日常生活物資的購入十分方便。
車站周邊有廣大的新興住宅區。由於由政府主導社區營造，大規模集合住宅較少，開發速度慢。以前町名稱做「中里」，在區劃整理後實施住居表示，新設「南栗橋一丁目」～「南栗橋十二丁目」等以站名命名的新町名。
行幸湖（權現堂川）對岸的茨城縣猿島郡五霞町也是本站的通勤圈內。
東口、西口都有泊車轉乘用的收費停車場。

### 東口

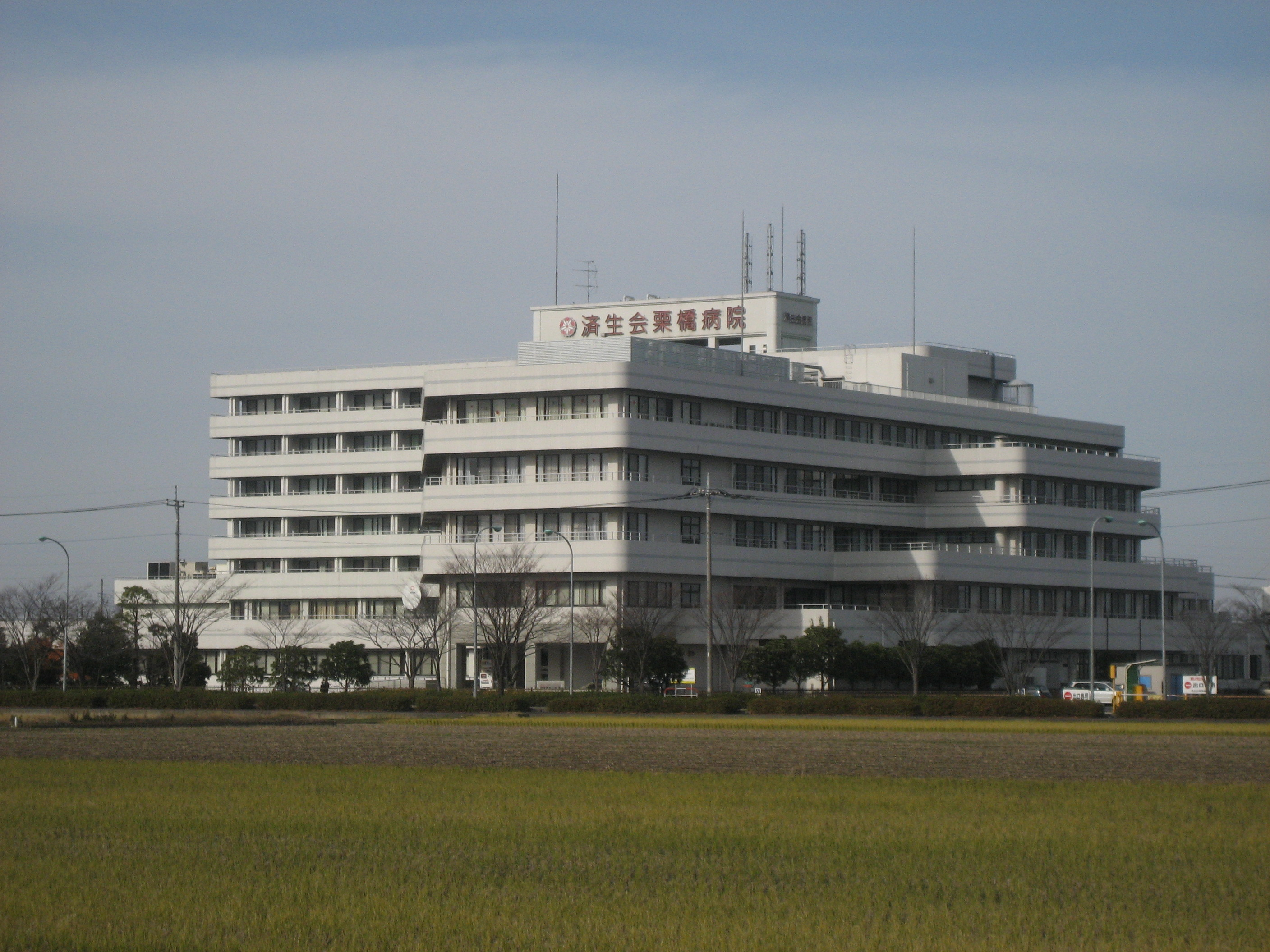
埼玉縣濟生會栗橋醫院（日语：埼玉県済生会栗橋病院）
- 國道4號
- 行幸湖（日语：行幸湖）
- 縣營權現堂公園（日语：権現堂公園）
- Kewpie（日语：キユーピー）五霞工場
- 養樂多本社茨城工場
- 龜甲萬豆品（日语：キッコーマンソイフーズ）茨城工場
- Boatpier栗橋（日语：ボートピア栗橋）
- 白元（日语：白元）栗橋工場

- 濟生會栗橋醫院

### 西口
- JUST DRUG（富士藥品（日语：富士薬品））南栗橋店
- 幸手警察署（日语：幸手警察署）南栗橋交番
- 久喜市立栗橋南小學校
- 南栗橋郵便局
- Maruya（日语：マルヤ）南栗橋店
- Drugstore Seki（日语：セキ薬品）南栗橋店
- 栗橋地域社區中心、栗橋地域育兒支援中心「くぷる」
- 南栗橋近鄰公園（日语：南栗橋近隣公園）（豐田社區廣場）
- 南栗橋農產物直售所
- 香取神社

## 巴士
- 五霞町社區巴士「ごかりん號」　埼玉縣濟生會栗橋醫院（日语：埼玉県済生会栗橋病院）、五霞町役場、江川本村
  - 假日停駛。
  - 2013年10月2日開始試營運。2016年10月1日正式運行[11]。

## 其他
- 每年秋季在南栗橋車輛管區舉行「東武迷嘉年華」時，東口會運行臨時免費接駁巴士。
- 本站在日光線內與杉戶高野台站並列為第二新的車站。本站開業以前的栗橋站～幸手站區間是日光線內最長的站距。
- 本站是東京地下鐵、東急電鐵車輛停靠的最北站。

## 相鄰車站
東武鐵道
 日光線（  直通東武晴空塔線）
■急行、■區間急行、■準急、■區間準急、■普通
幸手（TN 02）－南栗橋（TN 03）
 日光線（東武日光、鬼怒川溫泉方向）
■急行、■區間急行、■普通
南栗橋（TN 03）－栗橋（TN 04）
2017年4月21日改點起，取消特急以外的所有跨本站定期列車。

## 外部連結
- 南栗橋（車站資訊） - 東武鐵道